# هارولد كيث
هارولد كيث (بالإنجليزية: Harold Keith)‏ (1903 - 24 فبراير 1998)؛ كاتب، كاتب للأطفال وروائي أمريكي.